# Pentafluoruro de fósforo
El pentafluoruro de fósforo o 
fluoruro de fósforo (V)  es un compuesto químico inorgánico. Formado por los elementos fósforo y flúor de fórmula PF5 y pertenece a la clase de compuestos de los haluros de fósforo. En condiciones normales es un gas incoloro, altamente tóxico y no inflamable con un olor acre. En aire húmedo o disuelto en agua, reacciona violentamente con la formación de fluoruro de hidrógeno HF y ácido fosfórico H3PO4. Se utiliza como catalizador en reacciones de polimerización de iones.

## Historia
El pentafluoruro de fósforo fue descubierto y descrito por primera vez en 1876 por el químico británico Thomas Edward Thorpe (1845-1925).

## Síntesis
El pentafluoruro de fósforo puede fluoración de pentacloruro de fósforo PCl5 con la ayuda de trifluoruro de arsénico AsF3 con formación de tricloruro de arsénico AsCl3 según la reacción.
{\displaystyle \mathrm {3\ PCl_{5}\ +\ 5\ AsF_{3}\ \longrightarrow \ 3\ PF_{5}\ \uparrow \ +\ 5\ AsCl_{3}} }
El pentafluoruro de fósforo se libera como gas fumante, mientras que el tricloruro de arsénico se mantiene líquido.
O mediante fluoración directa del fósforo rojo a baja temperatura:
{\displaystyle {\mathsf {P\ {\xrightarrow[{-60^{o}C}]{F_{2}(gas)}}\ PF_{5},PF_{3}}}}
PF 5 se pueden preparar por fluoración de la pentacloruro de fósforo PCl 5 con trifluoruro de arsénico ASF 3:
3PCl 5 + 5AsF 3 → 3PF 5 + 5AsCl 3
Alternativamente PF 5 se puede obtener por descomposición térmica de NaPF6 o Ba(PF6)2.

## Estructura

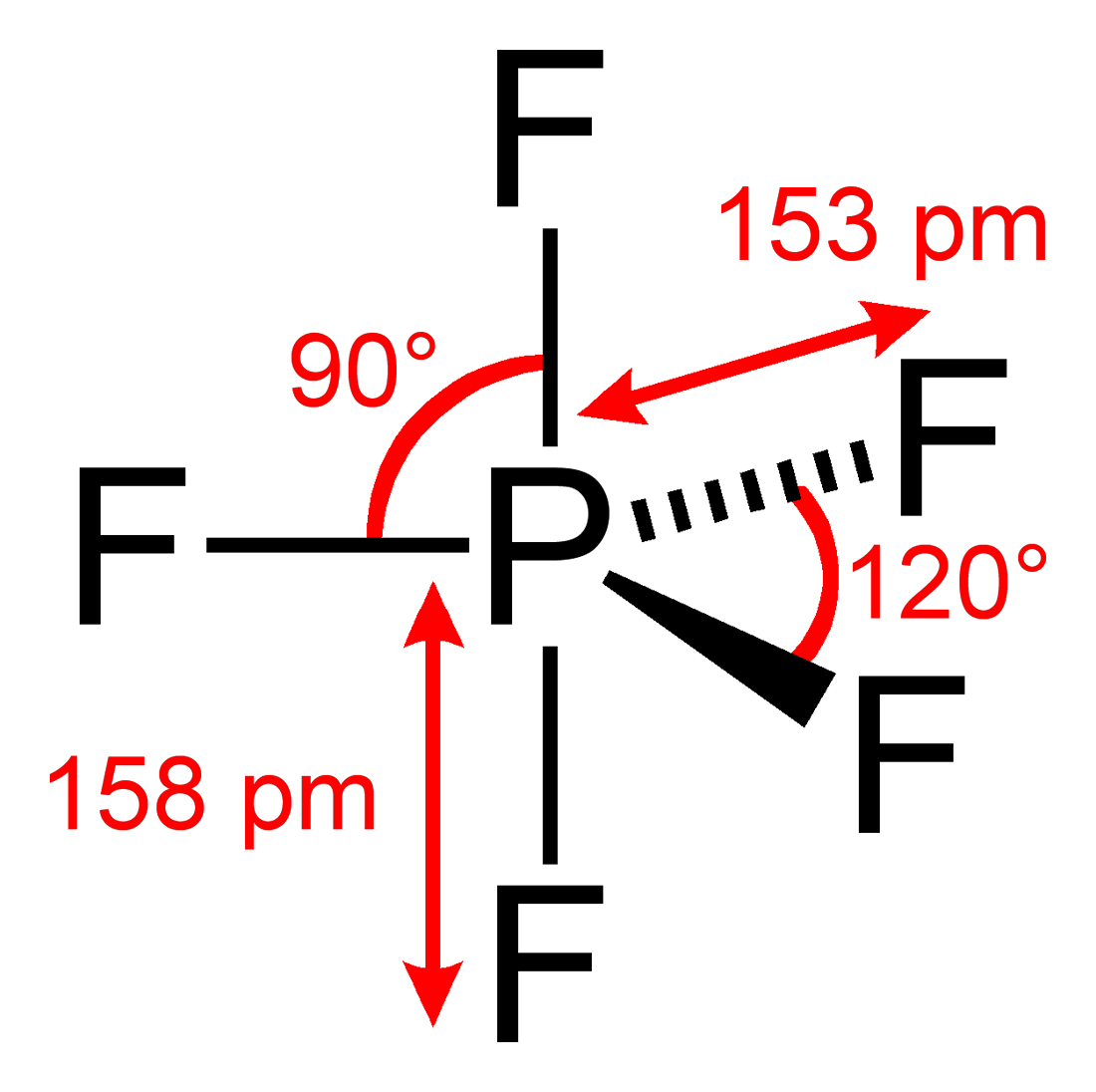
Molécula de PF_{5}

La moléculas de pentafluoruro de fósforo poseen forma bipiramidal trigonal, con el átomo de fósforo en el centro y los covalentemente unidos los átomos de flúor en la base triangular (posición ecuatorial) y en los dos vértices (posiciones axial o apical) de la bipirámide. Los enlace F−P−F forman ángulos de 120 ° en la zona durante los dos enlaces a átomos de flúor apicales perpendiculares a la base. Los estudios de monocristales con rayos X de indican que la molécula PF5 tiene dos tipos distintos de enlaces P−F (axial y ecuatorial): la longitud axial del enlace P-F es 158,0 pm y la longitud del ecuatorial P-F es 152,2 pm. El análisis en fase gaseosa mediante difracción de electrones da valores similares: los enlaces axiales F P 158 pm y los ecuatoriales F P-153 pm.
Aunque la geometría bipirámide trigonal debe distinguirse dos tipos de átomos de flúor, en las mediciones con RMN espectroscopia en vez de la esperada dos señales solamente aparece una sola señal para los átomos de flúor. Incluso a temperaturas tan bajas como -100 °C, no puede distinguir el flúor axial del ecuatoriales.Esto es debido a la baja barrera para pseudorrotación a través del mecanismo de Berry, los átomos de flúor están cambiando constantemente sus posiciones dentro de la molécula. Este cambio tiene lugar más rápidamente que el medidor puede capturarlo y en los espectros se representa una estructura promediada en el tiempo con aparentemente cinco átomos de flúor iguales. La equivalencia aparente de los centros F en PF5 la observó por primera vez por Gutowsky. La explicación fue descrita por primera vez por R. Stephen Berry, por lo que recibe el nombre de mecanismo de Berry. La pseudorotation de Berry influye en el espectro de RMN del 19F del PF5 puesto que la espectroscopía de RMN opera en una escala de tiempo del milisegundo. La difracción de electrones y la cristalografía de rayos X no detectan este efecto como sus escalas de tiempo son significativamente más corto.

## Propiedades

### Propiedades físicas
En pentafluoruro de fósforo condición estándar es un gas incoloro y es alrededor de 4,5 veces más pesado que el aire.
Debajo del punto de fusión de -93,8 °C el pentafluoruro fósforo cristaliza en el sistema cristalino hexagonal en el grupo espacial P63/mmc con parámetros de red una  = 556 pm y c  = 618 pm ( c / a  = 1,11) y dos unidades de fórmula por celda unidad.

### Propiedades químicas
Se descompone cuando se calienta:
{\displaystyle {\mathsf {PF_{5}\ {\xrightarrow {400^{o}C}}\ PF_{3}+F_{2}}}}
Es extremadamente susceptible a la hidrólisis. En aire húmedo, o en general cuando está en contacto con el agua se descompone espontáneamente en una reacción violenta con la formación de fluoruro de hidrógeno HF y ácido fosfórico H3PO4.
{\displaystyle \mathrm {PF_{5}\ +\ 4\ H_{2}O\ \longrightarrow \ 5\ HF\ +\ H_{3}PO_{4}} }
Por la formación de HF en contacto con el agua, el pentafluoruro de fósforo puede grabar superficies de vidrio.
Pero la reacción  con el vapor de agua es diferente:
{\displaystyle {\mathsf {PF_{5}+H_{2}O\ {\xrightarrow {}}\ POF_{3}+2HF}}}
En caliente, reacciona con el óxido de silicio:
{\displaystyle {\mathsf {2PF_{5}+SiO_{2}\ {\xrightarrow {}}\ 2POF_{3}+SiF_{4}}}}
De pentafluoruro de fósforo existen derivados en forma de fluorofosfato HPF4, H2PF3 y H3PF2, en el que los átomos de hidrógeno sustituyen átomos de flúor en las posiciones ecuatoriales.
Reacciona con álcalis:
{\displaystyle {\mathsf {PF_{5}+8NaOH\ {\xrightarrow {}}\ Na_{3}PO_{4}+5NaF+4H_{2}O}}}
Ya que en soluciones con altas prediones de fósforo de ion fluoruro el pentafluoruro de fósforo reacciona como un ácido de Lewis para el hexafluorofosfato de (V) anión PF6 −, isoeléctrico del hexafluoruro de azufre SF6 y anión hexafluorosilicato (IV) SiF62−. El subyacente hexafluorofosfórico HPF6 puede ser análogo al ácido fluosilícico H2SiF6, pero no aislado en forma pura porque en la deshidratación se descompone con eliminación de HF a su vez PF5.
Con fluoruro de metal (Na, K, Rb, Cs, Tl, Ag) forma hexafluorofosfato:
{\displaystyle {\mathsf {PF_{5}+NaF\ {\xrightarrow {T}}\ Na[PF_{6}]}}}

## Seguridad
El PF5 está disponible comercialmente. Es un gas muy tóxico, que provoca graves quemaduras en la piel, ojos y membranas mucosas. Reacciona violentamente con el agua con liberación de fluoruro de hidrógeno (tóxicos y corrosivos). No hay datos que sugieran propiedades cancerígenas. No existen datos sobre los efectos ecológicos.